# Сарафово
Сарафово (болг. Сарафово) — новый, быстроразвивающийся квартал города Бургас. Район сравнивают с Беверли-Хиллз, связывая это с большим количеством новых и дорогих домов, которые предпочитает местное состоятельное население.
Квартал находится в непосредственной близости к Бургасу — 10 км от центра города. По состоянию на 2013 год, население составляет 3290 человек.
Из Сарафово (конечная остановка «Летище») в Бургас ходит автобус — маршрут 15

## История Сарафово
Сарафово стало районом Бургаса по решению от 12.11.1987 г. История поселения начинается в начале прошлого века — в период с 1912 по 1922 гг., когда здесь поселились беженцы из Одринской Фракии.
С 28.08.1922 г. поселение получает статус самостоятельной административной единицы в составе Поморийского округа, а в 1929 г. — нынешнее название в честь инженера Николы Сарафова. По его словам, ещё при первом осмотре местности были замечены все преимущества будущего населённого пункта: с одной стороны — пастбища и чернозёмные почвы, с другой — море. Удивительно, но за 40–50 лет до развития туризма инженер Сарафов предвидел, что новообразованное поселение в будущем станет туристическим курортом, и спроектировал инфраструктуру Сарафово — широкие и прямые улицы и тротуары, несколько парковых зон и школу.

## Современное развитие
В настоящее время Сарафово активно развивается с точки зрения инфраструктуры. Постоянно строятся новые жилые дома, заведения, общественные пространства, парки, сады, зоны отдыха и спорта. Одним из ключевых проектов последних лет является масштабное строительство современного приморского парка.
Планируется создание амфитеатра, универсального спортивного поля, гольф-поля, зелёных аллей, открытых площадок, спа-центра, дискотек и развлекательных заведений. Особое внимание уделяется строительству центра спа и восстановительной медицины, где будут доступны процедуры с использованием лечебной грязи, минеральной воды, водолечения и других терапий. В прибрежной зоне появятся новые рестораны, кафе и дискотеки.
Амфитеатр станет центром культурной жизни района — на его сцене будут проходить театральные постановки, фестивали, танцевальные спектакли и курсы. Детский сектор будет представлен системой игровых площадок, соединённых переходами, а под ним разместится мини-конная база для прогулок на пони.

## Пляж и климат
Протяжённость пляжа Сарафово составляет около 4 километров. Песок мелкий, по составу схож с песком пляжа Помория, в отдельных местах почти чёрный за счёт высокого содержания железа, марганца и магния, что придаёт ему лечебные свойства. Благодаря расположению в Бургасском заливе, вода остаётся комфортной для купания до октября, а морское дно пологое, что делает пляж удобным для детей и начинающих пловцов.
Малое волнение и благоприятные ветровые условия делают Сарафово отличным местом для виндсёрфинга, кайтсёрфинга и дельтапланеризма. Район считается одной из лучших локаций для кайтсёрфинга на южном побережье Чёрного моря.

## Достопримечательности
В трёх километрах от Сарафово находится природный резерват «Атанасовское озеро», охраняемая территория с богатым биологическим разнообразием. Здесь обитают многочисленные охраняемые виды растений и животных, а ландшафт представлен сетью каналов и болот.
Среди культурных достопримечательностей выделяется новопостроенный православный храм «Свети Николай Чудотворец» (Святой Николай Чудотворец), ставший духовным центром района.